# خلود البدري
خلود البدري ، روائية وقاصة وشاعرة من العراق، ولها دراسات نقدية في الشعر والقصة والرواية، عضو اتحاد الأدباء والكتاب في العراق/ 2017
ولدت في ذي قار / الناصرية في العراق، تخرجت في دار المعلمات، ثم حصلت على بكالوريوس في قسم اللغة العربية / الكلية التربوية عام 2009/2010

## عن تجربة الكتابة الأدبية
نشرت قصصها ومقالاتها النقدية في العديد من الصحف والمجلات الثقافية العراقية والعربية في الجزائر وتونس ومصر والمغرب العربي، ودول الخليج العربي، إضافة إلى العديد من المواقع الإلكترونية البارزة والرصينة.

## الكتب المنشورة
الكتب المنشورة:
- مجموعة شعرية بعنوان طائر الشمس، عن منشورات _ مديات ثقافية/ دار الزيدي للنشر والتوزيع والإعلان 2013
- مجموعة شعرية بعنوان سلالم الماء، طبعت بمطابع مديات ثقافية / دار الزيدي للنشر والتوزيع والإعلان 2014
- مجموعة قصص بعنوان «في دفء الوهم» عن دار الماهر للطباعة والنشر والإعلان / الجزائر 2018
- مجموعة قصص بعنوان «حائط الجسد» دار الماهر للطباعة والنشر والإعلان / الجزائر 2018
- كتاب نقدي قراءات في الشعر والقصة والرواية بعنوان " شفاه الكلمات " عن مؤسسة ثائر العصامي للطباعة والنشر والتوزيع 2018 طبعة أولى.
- وطبعة ثانية / دار الماهر للطباعة والنشر والإعلان.
- مجموعة شعرية بعنوان " عاليا للهذيان " عن دار النخبة للنشر والطباعة والتوزيع / مصر 2019
- رواية "أسماء فقط" عن دار النخبة للطباعة والنشر / عام 2020

تحت الطبع:
- بيت القلعة، مجموعة قصصية.

## أشهر الدراسات والمقالات الأدبية التي تناولت منجزها المطبوع
- في العدد 1282 في 7/5/2014 جريدة صوت بغداد نشرت مقالة تحت عنوان«خلود البدري في ديوانها الجديد طائر الشمس يعتلي سلالم الماء» بقلم الناقد عكاب سالم الطاهر.
- في 25 مارس / 2020 صدرت دراسة للناقد داود سلمان الشويلي بعنوان «الحركة النقدية في العراق» نقاد محافظة ذي قار انموذجا. وقد عرج على أهم انجازاتها وتجربتها النقدية والقصصية ودعمها للحركة النقدية في المحافظة. نشرت في جريدة «العراقية» التي تصدر في أستراليا. ونشرت كذلك في جريدة «الحقيقة» يوم الاثنين 29/12/2019
- في الكتاب الألكتروني التشابيه شاركت بمقالة بعنوان «التشابيه صفحات مروية عن الأيام الخوالي» للكاتب داود سلمان الشويلي.
- دراسة عن تجربتها الشعرية، نشرت على جريدة «صوت الأحرار» الجزائرية عن المجموعة الشعرية «عاليا للهذيان» بعنوان: المحمول الاسطوري في المجموعة الشعرية «عاليا للهذيان» لخلود البدري بقلم الناقد داود سلمان الشويلي.
- قراءة في القصة القصيرة «كابوس دبق» وهي ضمن مجموعتها القصصية «حائط الجسد» بقلم أنور محسن في كتاب نقدي الكتروني، بعنوان مقالات وقراءات نقدية.
- على بوابة كل العرب وفي قسم فن وثقافة وبتاريخ 20/7/    2019 نشرت مقالة تُعرف بمجموعتها الشعرية تحت عنوان، عاليا للهذيان ديوان للشاعرة خلود البدري.
- في صحيفة المعارف الالكترونية نشرت مقالة بعنوان عاليا للهذيان للشاعرة خلود البدري بقلم المبدع حسام أبو العلا وبتاريخ 20/ يوليو/ 2019
- مقالة على صفحة ahwaz story  في قصة قصيرة بعنوان حجر من ضمن المجموعة القصصية «حائط الجسد».
- أدرجت سيرتها الأدبية في «أديبة من بلادي»، وبإشراف الأستاذ عبد الرضا السوداني.
- في كتاب رعشات الحنين لبوابات السنين، أوراق توثيقية للحركة الأدبية في مدينة الناصرية للناقد والباحث حسن عبد الغني الحمادي  " وبعنوان " قصائد واسئلة واغتراب " دراسة توثق  مجمل أعمالها المنشورة.
- في العدد 1997 ليوم الثلاثاء الموافق 5/ 11/ 2013 وعلى صحيفة «العراق اليوم» وكذلك على صحيفة «العراقي» الصادرة في مدينة سدني الأسترالية، نشرت دراسة بعنوان «خلود البدري شاعرة تكتب تحت وهج المخيلة المتقدة» بقلم الناقد داود سلمان الشويلي.
- بقلم الروائي زيدان حمود دراسة بعنوان «الشعر وفضاءاته الرومانسية في ديوان طائر الشمس» للشاعرة خلود البدري.
- نشرت في مواقع إلكترونية رصينة كـ كتابات وصحيفة المثقف وغيرها.
- على ثقافية جريدة طريق الشعب دراسة بعنوان " ق.ق.ج. والواقع المتخيل.. قصة شراع أزرق لخلود البدري انموذجا ". ونشرت كذلك ضمن كتاب للناقد داود سلمان الشويلي " اسئلة السرد

(دراسات في القصة القصيرة والرواية) الجزء الثالث _ دراسات القصة القصيرة جدا / 2018
- في مجلة النبع التي تصدر في محافظة ذي قار/ الناصرية المختصة بأدب وتراث محافظة ذي قار. وبالعدد المرقم 115/ لشهر تشرين الثاني السنة 14 / 2017 شاركت في العدد الخاص بأديبات وكاتبات محافظة ذي قار.
- لها سيرة أدبية في كتاب معجم الأديبات والكواتب العراقيات في العصر الحديث، الجزء الخامس. أعداد الكاتب جواد عبد الكاظم.
- ترجمت لها مجموعة قصص نُشرت في كتاب صدر عن منظمة إدراك للتنمية باللغة الإنكليزية بعنوان Sumerian shades .
- دراسة نُشرت في جريدة الحقيقة وفي عددها الإلكتروني   1705 وبتاريخ  25/6/2020 بقلم الناقد داود سلمان الشويلي  بعنوان " رواية أسماء فقط للروائية خلود البدري، بين عنوان الرواية، و" أسماء " اسم البطلة.

وجهت لها دعوات لحضور المهرجانات الأدبية منها:
- مهرجان القصة القصيرة جدا المقام في مدينة الناصرية.
- معرض الكتاب الدولي في الجزائر.
- أجريت معها مقابلة وحوار على قناة العراقية  في 8 / مايو / 2018